# Leon Hayward
Leon Hayward (né le 29 mars 1979 à Seattle, dans l'État de Washington aux États-Unis) est un joueur professionnel américain de hockey sur glace.

## Carrière de joueur
Joueur ayant évolué chez les professionnels entre 2002 et 2007. Il joue la majorité de ses saisons dans l'ECHL. Il y remporte d'ailleurs la Coupe Kelly en 2005 avec les Titans de Trenton. Il évolue aussi avec quelques clubs dans la Ligue américaine de hockey avant de mettre un terme à sa carrière en 2007.

## Statistiques
| Saison    | Équipe                  | Ligue |    | Saison régulière | Saison régulière | Saison régulière | Saison régulière | Saison régulière |   | Séries éliminatoires | Séries éliminatoires | Séries éliminatoires | Séries éliminatoires | Séries éliminatoires |
| Saison    | Équipe                  | Ligue | PJ | B                | A                | Pts              | Pun              | PJ               | B | A                    | Pts                  | Pun                  |                      |                      |
| 1998-1999 | Huskies de Northeastern | NCAA  | 27 | 3                | 1                | 4                | 22               | -                | - | -                    | -                    | -                    |                      |                      |
| 1999-2000 | Huskies de Northeastern | NCAA  | 35 | 5                | 1                | 6                | 22               | -                | - | -                    | -                    | -                    |                      |                      |
| 2000-2001 | Huskies de Northeastern | NCAA  | 31 | 1                | 2                | 3                | 2                | -                | - | -                    | -                    | -                    |                      |                      |
| 2001-2002 | Huskies de Northeastern | NCAA  | 39 | 6                | 11               | 12               | 26               | -                | - | -                    | -                    | -                    |                      |                      |
| 2001-2002 | Ice Pilots de Pensacola | ECHL  | 5  | 0                | 0                | 0                | 0                | 3                | 0 | 1                    | 1                    | 4                    |                      |                      |
| 2002-2003 | Renegades de Richmond   | ECHL  | 67 | 12               | 13               | 25               | 107              | -                | - | -                    | -                    | -                    |                      |                      |
| 2002-2003 | Monarchs de Manchester  | LAH   | 7  | 1                | 2                | 3                | 15               | -                | - | -                    | -                    | -                    |                      |                      |
| 2003-2004 | Royals de Reading       | ECHL  | 23 | 9                | 3                | 12               | 18               | 5                | 2 | 1                    | 3                    | 2                    |                      |                      |
| 2003-2004 | Monarchs de Manchester  | LAH   | 42 | 2                | 6                | 8                | 30               | 6                | 1 | 0                    | 1                    | 14                   |                      |                      |
| 2004-2005 | Titans de Trenton       | ECHL  | 47 | 18               | 18               | 36               | 122              | 20               | 6 | 5                    | 11                   | 32                   |                      |                      |
| 2004-2005 | Bruins de Providence    | LAH   | 21 | 1                | 2                | 3                | 27               | -                | - | -                    | -                    | -                    |                      |                      |
| 2004-2005 | Monarchs de Manchester  | LAH   | 3  | 0                | 0                | 0                | 0                | -                | - | -                    | -                    | -                    |                      |                      |
| 2005-2006 | Inferno de Columbia     | ECHL  | 51 | 26               | 15               | 41               | 72               | -                | - | -                    | -                    | -                    |                      |                      |
| 2005-2006 | Royals de Reading       | ECHL  | 2  | 0                | 2                | 2                | 0                | 4                | 0 | 2                    | 2                    | 4                    |                      |                      |
| 2005-2006 | Rampage de San Antonio  | LAH   | 1  | 0                | 1                | 1                | 0                | -                | - | -                    | -                    | -                    |                      |                      |
| 2005-2006 | Lock Monsters de Lowell | LAH   | 20 | 2                | 5                | 7                | 19               | -                | - | -                    | -                    | -                    |                      |                      |
| 2006-2007 | Wildcatters du Texas    | ECHL  | 69 | 14               | 21               | 35               | 88               | 8                | 1 | 1                    | 2                    | 6                    |                      |                      |

## Trophées et honneurs personnels
- ECHL : remporte la Coupe Kelly avec les Titans de Trenton en 2005